# École normale supérieure de Bujumbura
L'École Normale Supérieure de Bujumbura (ENS) est une institution d'enseignement supérieur public du Burundi. 
Elle accueille plus ou moins 3 000 étudiants chaque année.

## Historique
L'école normale supérieure de Bujumbura a été créée en 1965, une année après la fondation de l'université officielle de Bujumbura. L'ENS a comme objectif la formation des formateurs des cycles inférieur et supérieur de l'enseignement secondaire général, pédagogique, technique et professionnel. 
En 1973, l'ENS a fusionné avec l'Université  officielle de Bujumbura (UOB) et l'École nationale d'administration (ENA) pour devenir l'université du Burundi.
En 1999, l'ENS est redevenue une structure indépendante comportant 3 départements, les mêmes départements depuis sa création.
Depuis 2011, l'École Normale Supérieure est entrée dans le système BMD (Baccalauréat-Master-Doctorat).

## Organisation
Depuis ses débuts, l'École Normale Supérieure comporte 3 départements en Baccalauréat comme en Master. Au niveau des départements, les enseignements sont organisés par section.
Baccalauréat :
- Département des Langues et Sciences humaines : il comprend les sections de Français, d'Anglais et d'Histoire
- Département des Sciences Appliquées : il comporte les sections de Génie Civil, Génie Électrique, Génie Informatique et de Génie Mécanique
- Département des Sciences Naturelles : les sections de Biologie-Chimie, Géographie, Mathématique, Physique-Technologie

Master :
- Département des Langues et sciences humaines : Master en Français, Master en Anglais et Master en Kirundi-Kiswahili
- Département des Sciences Appliquées : Master en Génie Civil, Master en Génie Électrique et Master en Génie Mécanique
- Département des Sciences Naturelles :  Master en Biologie, Master en Chimie, Master en Mathématique et Master en Physique